# Héctor Babenco
Héctor Eduardo Babenco (Mar del Plata; 7 de febrero de 1946 - São Paulo; 13 de julio de 2016) fue un cineasta brasileño de origen argentino.

## Biografía
De apellido original "Babenko", su padre era un gaucho de origen judeo-ucraniano, nacido en Buenos Aires, y su madre, también emigrante, judeo-polaca. Según afirma el historiador de cine brasileño José Inacio de Melo Souza: "En 1963 emigra a Brasil por considerar que el ambiente antisemita de Buenos Aires es sofocante y también por los rigores del servicio militar".
Iniciado en el documental junto a Roberto Farías, que se convertiría en su productor, debutó en la dirección de largometrajes de ficción en 1975. Buen cronista de los ambientes urbanos, realizó interesantes denuncias sociales. El beso de la mujer araña (1985) fue candidata al Premio Óscar a la Mejor Película y fue la cinta que lo catapultó a la fama internacional. Sin embargo, su mayor éxito en taquilla en las salas de cine de Brasil fue la polémica Carandiru (2003).

## Filmografía
- El fabuloso Fittipaldi (1973) - documental
- El rey de la noche (1975)
- Lucio Flavio, el pasajero de la agonía (1977)
- Pixote, la ley del más débil (1981)
- La Tierra es redonda como una naranja (1984) - documental
- El beso de la mujer araña (1985)
- Tallo de hierro (1987)
- Jugando en los campos del señor (1991)
- Corazón iluminado (1998)
- Carandiru (2003)
- El pasado (2007)
- Palabras con los dioses (2014) - segmento "El hombre que robó un pato"
- Mi amigo hindú (2015)

## Premios y distinciones
Premios Óscar
| Año  | Categoría      | Trabajo nominado          | Resultado |
| ---- | -------------- | ------------------------- | --------- |
| 1986 | Mejor director | El beso de la mujer araña | Nominado  |